# HW Virginis-variabel
HW Virginis-variabeln är en förmörkelsevariabel av Algol-typ och därmed en dubbelstjärna där komponenterna råkar ha en sådan bana att de sett från jorden passerar framför varandra. Algolvariabler är traditionellt stjärnor vars maximum i huvudsak är konstant och med tydligt avgränsande minima (se bild). Detta beror på att variabeltypen består av dubbelstjärnor med komponenterna på relativt stort avstånd från varandra. Numera avses vanligen ett system där stjärnorna är väl innanför sina Roche-lober och där stjärnorna är i stort sett sfäriska. HW Virginis-variablerna är en undergrupp där komponenterna i dubbelstjärnan är en het vit subdvärg och en följeslagare som är röd eller brun dvärg. HW Vir-variabler uppvisar en påtaglig reflektionseffekt.

## HW Virgins-stjärnor
Exempel på stjärnor som tillhör variabelgruppen:
- HW Virginis. Prototypstjärnan består av en blåvit subdvärg och en röd dvärg som följeslagare. De två stjärnorna har en omloppstid av 0,116795 dygn.[5]. Stjärnsystemet varierar mellan visuell magnitud +10,48 och 11,38 med en period av 0,11671948 dygn eller 2,801268 timmar.[6]
- NN Serpentis
- DP Leonis
- HU Aquarii
- NY Virginis
- QS Virginis
- RR Caeli
- UZ Fornacis